# 維多利亞日
維多利亞日（英語：Victoria Day，意譯為“女王日”）是加拿大的全國公眾假日，定為每年5月25日前的最後一個星期一，以紀念維多利亞女王的壽辰；而當日亦視為加拿大君主的正式壽辰。此外，對加拿大人來說，維多利亞日亦標誌着夏季的開始。此節日亦為加拿大文化中的獨有特色之一。

## 歷史
加拿大聯邦在1867年成立前，當地民眾便已慶祝此節日。加拿大省立法會於1845年通過法案，正式將5月24日定為維多利亞女王的壽辰紀念。1854年5月24日（即維多利亞女王的35歲壽辰），約5000名民眾在位於多倫多的西加拿大總督府門前聚集為女王歡呼。到了1890年代，女王壽辰已成為彰顯愛國情緒的假日。
維多利亞女王於1901年駕崩後，當局便將每年的5月24日正式名為“維多利亞日”，以紀念這位“加拿大聯邦之母”；該日期則於1904年同時定為大英帝國日（Empire Day）。往後年間，加拿大君主的正式壽辰並沒有固定於任何日期慶祝。到了1952年，當局將大英帝國日和維多利亞日遷到每年5月25日前的最後一個星期一，而該日期亦從1953年起成為加拿大君主的正式壽辰；此安排於1957年1月31日被永久化。大英帝國日於1958年改稱英聯邦日，再於1977年改為每年3月的第二個星期一；自此每年5月25日前的最後一個星期一僅為維多利亞日和君主正式壽辰。

## 慶祝活動

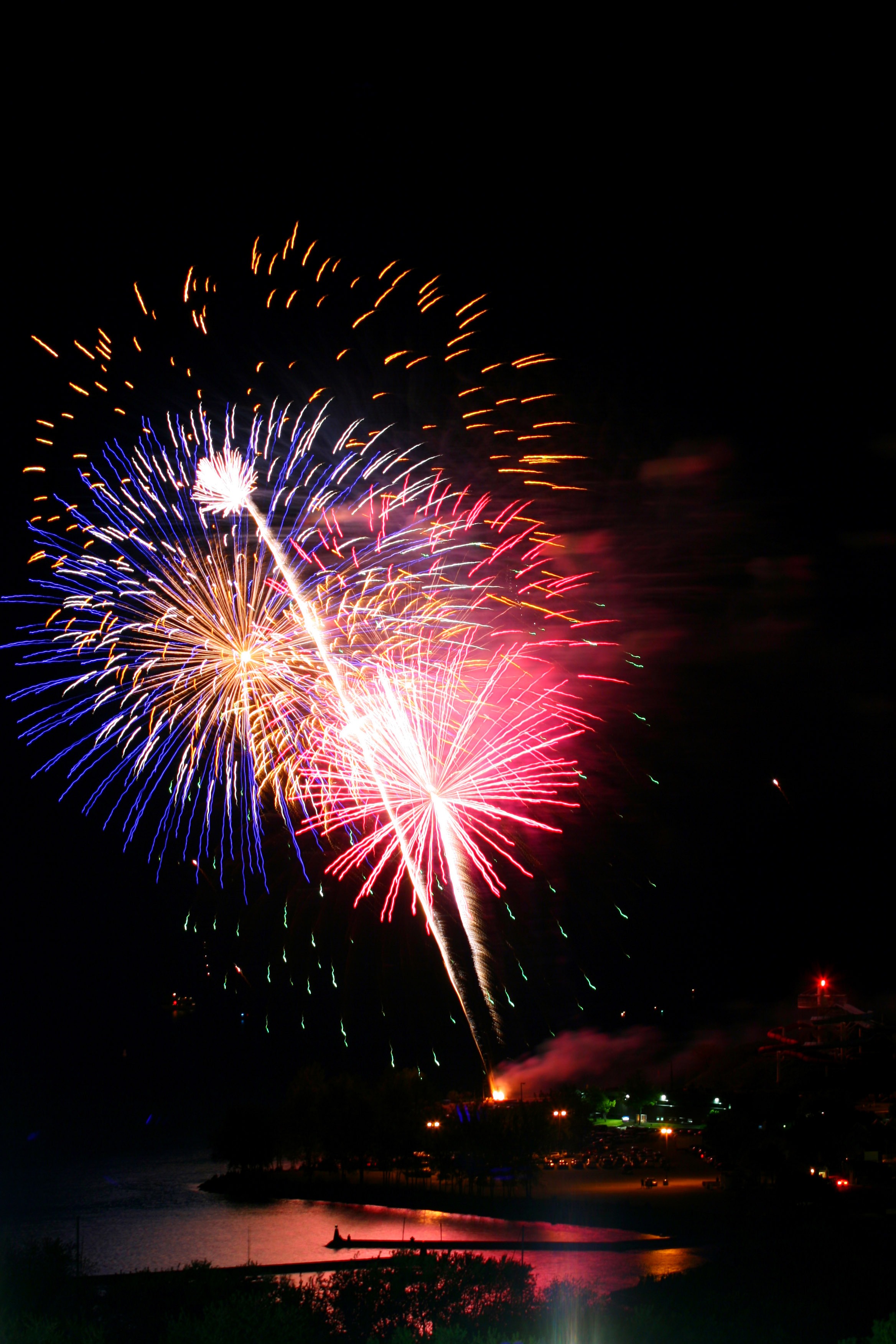
2010年維多利亞日在多倫多安省遊樂宮舉行的煙花匯演

官方禮節定明假若聯邦政府轄下場所（包括機場、軍事基地等）的實地情況許可的話，便應於維多利亞日當日從日出至日落懸掛聯合旗（即米字旗，非皇家旗）；由於加拿大國旗的地位優先於聯合旗，上述場所若設有兩支旗杆或以上的話才需懸掛聯合旗，以免聯合旗的地位超越國旗。維多利亞日當日正午，首都渥太華和各省首府皆舉行鳴21響禮炮儀式。
維多利亞日當日，全國多個城市舉行巡遊活動，當中以從1898年起在以維多利亞女王命名的卑詩省首府維多利亞舉行的巡遊最為顯著。其他地區於維多利亞日晚上發放煙花慶祝，單在多倫多便包括在槐樹橋灣（Ashbridge's Bay）和安省遊樂宮兩處地方發放。
加拿大英語俚語中，一箱24支啤酒俗稱；由於啤酒為維多利亞日長周末假期最受歡迎的飲品之一，加上維多利亞日在每年5月24日左右慶祝，因此該節日被部分國民俗稱為。

## 外部連結
- Victoria Day - Holidays, Celebrations and Commemorations - Topics－加拿大聯邦政府傳統部網站 維多利亞日簡介